# Juramentos de Estrasburgo

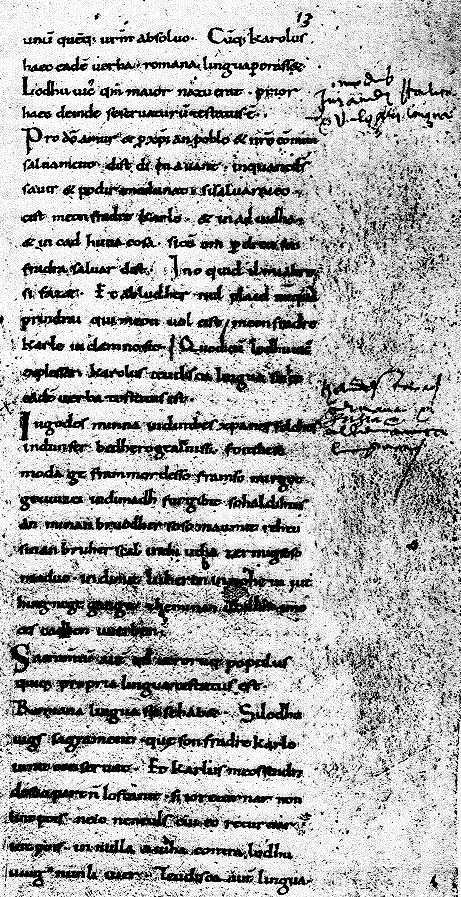
Trechos dos Juramentos de Estrasburgo

Os Juramentos de Estrasburgo (Sacramenta Argentariae) marcam o nascimento da língua francesa. É nestes juramentos de ajuda mútua pronunciados em 14 de fevereiro de 842 entre dois netos de Carlos Magno, a saber Carlos, o Calvo (Charles le Chauve) e Luís, o Germânico (Louis le Germanique), contra o irmão deles, Lotário I, que se encontra a primeira atestação da existência de uma língua falada na França que era claramente separada do latim, a lingua romana antepassada do francês.
Os Juramentos de Estrasburgo foram pronunciados e escritos neste protofrancês e em lingua teudisca (frâncico) pelos dois monarcas na língua do irmão, e em seguida pelas tropas deles, a fim de que todos se compreendessem. Foram transcritos por Nithard, outro neto de Carlos Magno.

## Texto emteudisca lingua
A língua é germânica ou alto alemão antigo; é uma forma de frâncico falada na região renana:
- Carlos o Calvo: « In Godes minna ind in thes christianes folches ind unser bedhero gealtnissi, fon thesemo dage frammordes, so fram so mir Got geuuizci indi mahd furgibit, so haldih tesan minan bruodher, soso man mit rehtu sinan bruodher scal, in thiu, thaz er mig sosoma duo ; indi mit Ludheren in nohheiniu thing ne gegango, zhe minan uuillon imo ce scadhen uuerhen »  Pelo amor de Deus e pelo bem do povo cristão e nosso bem a todos os dois, a partir deste dia, enquanto Deus me dará sabedoria e poder, eu darei socorro a este meu irmão, como se deve acudir seu irmão por igualdade, à condição que ele faça o mesmo por mim, e não passarei nenhum acordo com Lotário que, de minha vontade, possa ser prejudicial a este meu irmão.

- tropas de Luís o Germânico: « Oba Karl then eid, then er sinemo bruodher Ludhuuuige gesuor, geleistit, indi Ludhuuuig min herro, then er imo gesuor, forbrihchit, ob ih inan es iruuenden ne mag, noh ih noh thero nohhein, then ih es iruuenden mag, uuidhar Karle imo ce follusti ne uuirdit »  Se Carlos respeitar o juramento que fez a seu irmão Luís e se Luís, meu senhor, não cumprir o que jurou, se eu não puder dissuadi-lo, nem eu, nem nenhum daqueles que eu poderei impedir, não lhe daremos nenhuma ajuda contra Carlos.

## Texto emromana lingua
A língua é protofrancês, recém separado do latim. É uma das primeiras línguas românicas a serem atestadas. O texto foi pronunciado por Luís o Germânico:
- Luís o Germânico: « Pro deo amur et pro christian poblo et nostro commun salvament, d'ist di in avant, in quant deus savir et podir me dunat, si salvarai eo cist meon fradre Karlo et in aiudha et in cadhuna cosa, si cum om per dreit son fradra salvar dist, in o quid il mi altresi fazet, et ab Ludher nul plaid nunquam prindrai, qui meon vol cist meon fradre Karle in damno sit »  Pelo amor de Deus e pelo bem do povo cristão e nosso bem a todos os dois, a partir deste dia, enquanto Deus me dará sabedoria e poder, eu darei socorro a meu irmão Carlos com minha ajuda e toda outra coisa, como se deve acudir seu irmão por igualdade, à condição que ele faça o mesmo por mim, e não passarei nenhum acordo com Lotário que, de minha vontade, possa ser prejudicial a meu irmão Carlos.

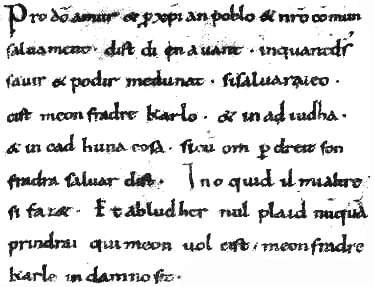
Outro trecho dos Juramentos de Estrasburgo

- tropas de Carlos o Calvo: « Si Lodhuvigs sagrament, que son fradre Karlo iurat, conservat, et Karlus meos sendra de suo part non lo tanit, si io returnar non l'int pois : ne io ne neuls, cui eo returnar int pois, in nulla aiudha contra Lodhuvig nun li iu er »  Se Luís respeitar o Juramento que ele faz a seu irmão Carlos e se Carlos, meu senhor, por sua vez não o respeitar, se eu não puder dissuadi-lo, nem eu nem nenhum daqueles que eu puder convencer não lhe daremos nenhuma ajuda contra Luís.]

Existem textos mais antigos atestando a existência de uma língua românica falada na França, como os Gloses de Cassel (por volta do século VIII ou IX) ou os Gloses de Reicheneau (século VIII), entre os mais célebres. Estes, no entanto, são glossários, listas de palavras, e não permitem a leitura de frases em romana lingua. O próprio termo romana lingua é atestado já em 813: durante as deliberações do sínodo de Tours, pediu-se aos bispos que traduzissem em língua vulgar as homilias: o povo, na verdade, não mais compreendia o latim. As duas línguas vulgares assinaladas são a rustica romana lingua « língua romana da campanha » e a thiostica « teudisca » (antigo termo para « alemão »).
O segundo texto completo na história da língua francesa é a Séquence de sainte Eulalie (Sequência de Santa Eulália); datado provavelmente de 880 ou 881. É o primeiro texto literário francês.